# Milford (Connecticut)
Milford é uma cidade localizada no estado norte-americano de Connecticut.

## Demografia
Segundo o censo americano de 2000, a sua população era de 50.594 habitantes.
Em 2006, foi estimada uma população de 53.262, um aumento de 2668 (5.3%).

## Geografia
De acordo com o United States Census Bureau tem uma área de
61,5 km², dos quais 57,7 km² cobertos por terra e 3,8 km² cobertos por água.

## Localidades na vizinhança
O diagrama seguinte representa as localidades num raio de 16 km ao redor de Milford.